# Rovná, Sokolov
Rovná là một làng thuộc huyện Sokolov, vùng Karlovarský, Cộng hòa Séc.